# Diplazium mesocarpum
Diplazium mesocarpum là một loài dương xỉ trong họ Athyriaceae. Loài này được Alderw. mô tả khoa học đầu tiên năm 1920.
Danh pháp khoa học của loài này chưa được làm sáng tỏ. 